# Iglesia de Nuestra Señora de la Asunción (Villanueva del Río Segura)
La iglesia de Nuestra Señora de la Asunción en Villanueva del Río Segura (Región de Murcia) fue construida a principios del siglo XIX en estilo neoclásico. Sus trazas se deben al arquitecto Juan de Villanueva.
A petición del rey Fernando el Católico, el Papa Julio II creó en 1505 los curatos del valle de Ricote. En la bula otorgada a este propósito, que tiene fecha de 23 de agosto del citado año, dispone el Pontífice, «que las mezquitas en que celebraban sus ritos los agarenos de dichos pueblos fueran convertidas en iglesias». Por entonces, Villanueva era conocida como Benmur, y pasó a denominarse Villanueva del Val de Ricote. Así se hizo y la antigua mezquita, pasó a denominarse iglesia de San Mateo.
Durante el siglo XVIII, fueron constantes los debates suscitados entre Ulea y Villanueva sobre la primacía de sus respectivas iglesias, el cual sería fallado a favor de Ulea en 1783. De esta forma, a partir de 1795 se iniciaron las gestiones para promover la construcción de un nuevo templo.
Las trazas de este templo las envió Juan de Villanueva y las obras dieron comienzo bajo el apoyo Real por distintas Reales Órdenes en las que se disponía la financiación con fondos de la Encomienda de Ricote y otra en la que se instaba en 1806 para que se continuaran las obras hasta la cubrición de la Iglesia.
Debido a los acontecimientos históricos de la primera mitad del siglo XIX, la obra se paralizó y llegaron a desamortizarse los bienes de la Iglesia, de tal forma, que hasta los planos enviados por Villanueva se perdieron.
De 1859 son los planos que se conservan del arquitecto neoclásico José Ramón Berenguer, quien continuó la obra y tomó como ejemplo el Oratorio del Caballero de Gracia realizado entre 1786 y 1795 por el mismo Juan de Villanueva. Las obras se reiniciaron en 1860.
En 1861, solicitaba el Ayuntamiento de Villanueva al Tribunal de las Órdenes que le fuese restituido a la Iglesia el archivo parroquial que se conservaba en Ulea, pero la respuesta fue negativa. En 1881 salieron a subasta por el ministerio de Fomento las obras de la cubierta, y en 1882 la obra quedó finalizada. Posiblemente, el interior fue terminado por Justo Millán en 1891 pues la obra interior de la iglesia no concuerda con los planos de Berenguer, ya que de la disposición de las columnas que dividen la nave central de las laterales se disponen pareadas al igual que en el Panteón romano.
La iglesia es de estilo neoclásico, de planta rectangular cubierta por bóveda de cañón con lunetos y dividida en tres naves por columnas de estilo dórico. La fachada está flanqueada por dos torres de planta cuadrada.
La portada es sencilla, tal como lo requiere el estilo en el que está construida, rematada por un frontón triangular y la puerta adintelada se enmarca con dos pilastras de orden jónico.